# گنجشک خانگی

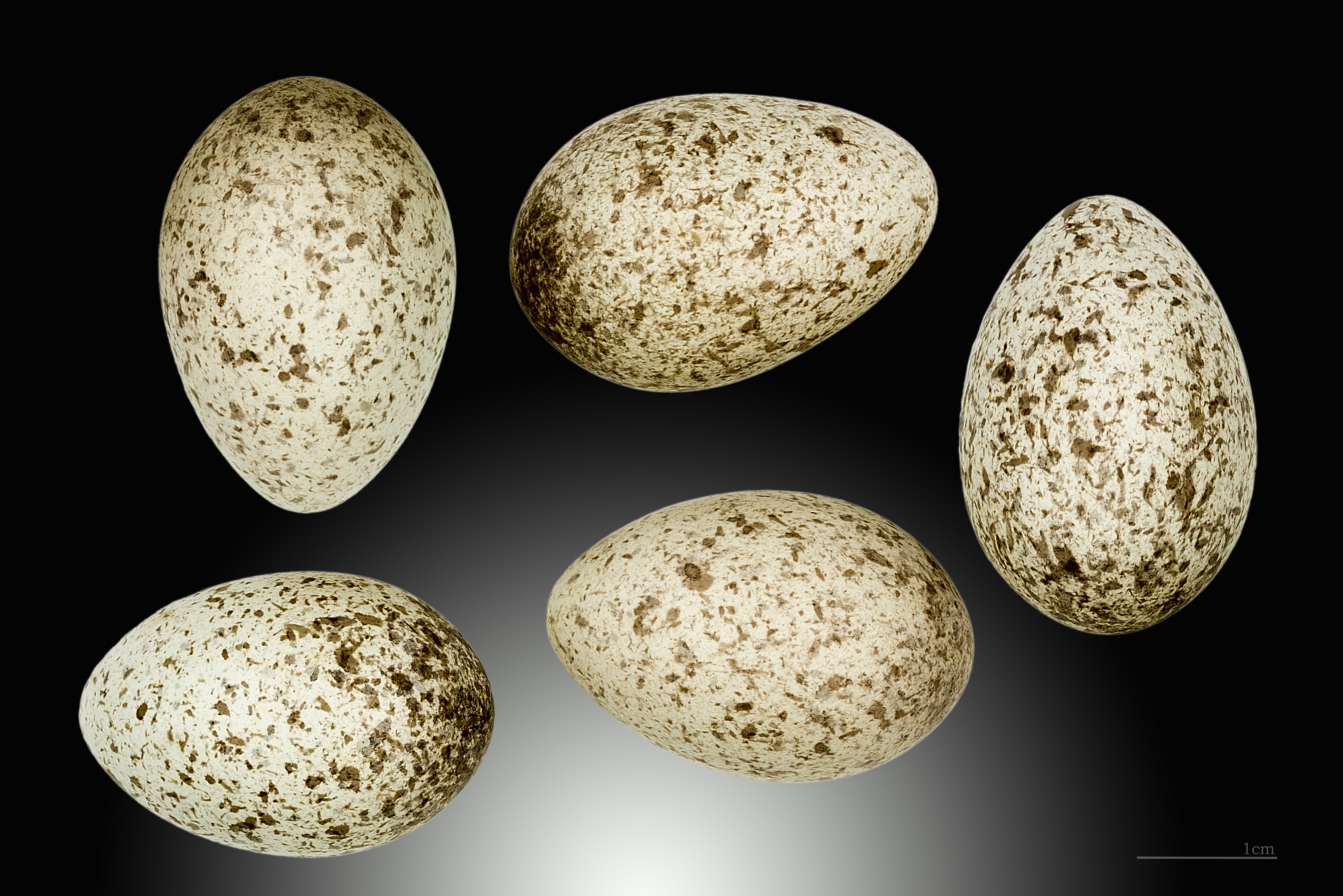
تخم گنجشک خانگی

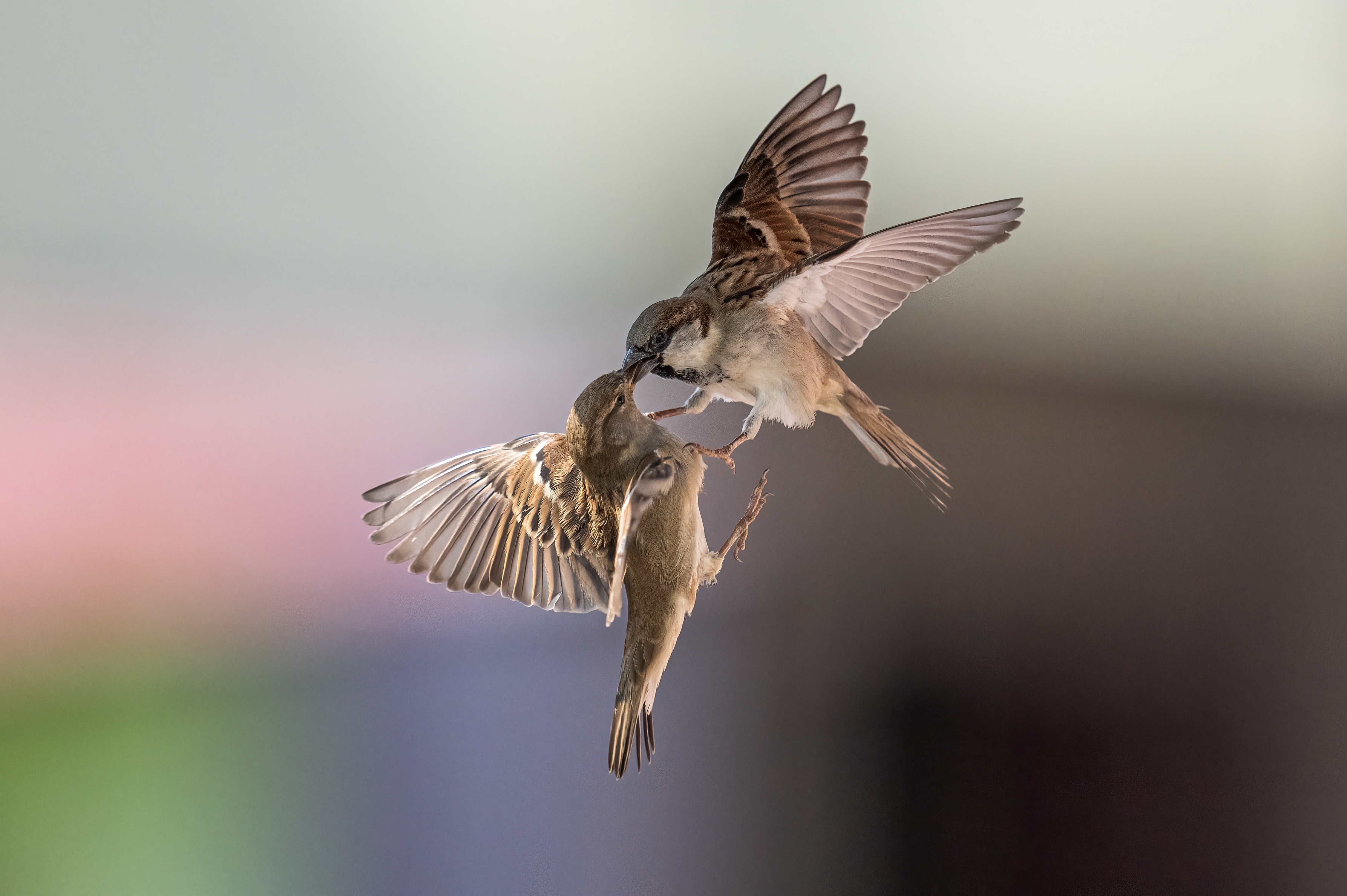
یک جفت گنجشک خانگی در نپال

گنجشک خانگی یا گنجشک معمولی یا گنجشک شهری (نام علمی: Passer domesticus) پرنده‌ای از خانوادهٔ گنجشکان است که در بیشتر بخش‌های جهان یافت می‌شود. طول معمول این پرندهٔ کوچک ۱۶ سانتیمتر (۶٫۳ اینچ) و وزن آن بین ۲۴–۳۹٫۵ گرم (۰٫۸۵–۱٫۳۹ اونس) می‌باشد. رنگ پرندگان ماده و جوجه‌ها، قهوه‌ای روشن و خاکستری بوده، در حالی که نرها دارای طرح‌های پررنگ‌تری به رنگ‌های سیاه-روشن، سفید و قهوه‌ای هستند. این پرنده یکی از حدود ۲۵ گونهٔ سردهٔ گنجشک‌های راستین است.
زیستگاه بومی این پرنده بیشتر در اروپا، حوضهٔ مدیترانه و بخش‌های بزرگی از آسیا می‌باشد، ورود عمدی یا معرفی‌شدهٔ آن به بسیاری مناطق، از جمله بخش‌هایی از استرالزی، قارهٔ آفریقا و قارهٔ آمریکا، چنان گستردگی یافته که به پراکنده‌ترین پرندهٔ وحشی در کرهٔ زمین بدل گشته است. این گنجشک ارتباط نزدیکی با سکونتگاه‌های انسانی داشته و از آشناترین جانوران وحشی برای انسان است که می‌تواند در محیط‌های شهری یا روستایی زندگی کند، اما تنها گونهٔ گنجشک نزدیک به محل زندگی انسان‌ها نیست، و اگرچه در زیستگاه‌ها و اقلیم‌های گوناگونی یافت می‌شود، اما معمولاً از درخت‌زارهای انبوه، علف‌زارها، مناطق قطبی و بیابان‌های گرم و خشک که از مناطق توسعه‌یافتهٔ انسانی دور هستند، پرهیز می‌کند. 
گنجشک خانگی برای بقا، به‌طور منظم از غذاهای خانگی و ایستگاه‌های عمومی تغذیهٔ پرندگان، و به‌طور طبیعی از دانه‌های غلات، گیاهان گلدار و علف‌های هرز تغذیه می‌کند، با این وجود، پرنده‌ای فرصت‌طلب و همه‌چیزخوار بوده و معمولاً بی‌مهرگانی مانند حشرات، لاروهای آن‌ها و کرم پیله‌ساز را شکار کرده و از بسیاری غذاهای طبیعی دیگر استفاده می‌کند.
گربه‌ها، بازها، جغدها، زاغی‌ها و کلاغ‌ها و بسیاری از پرندگان شکاری و پستانداران شکارچی دیگر از دشمنان طبیعی این پرندهٔ کوچک به‌شمار می‌روند.
به‌دلیل جمعیت زیاد، فراگیری و ارتباط با سکونتگاه‌های انسانی، گنجشک خانگی از نظر فرهنگی جایگاه برجسته‌ای دارد. این پرنده به‌طور گسترده، به‌عنوان آفت کشاورزی مورد تعقیب و آزار قرار گرفته که معمولاً کنترل آن‌ها با موفقیت همراه نبوده است. همچنین این پرنده اغلب به‌عنوان حیوان خانگی نگهداری شده و نیز به‌عنوان خوراک و نماد شهوت، توانایی جنسی، عمومیت و ابتذال شناخته شده است. اگرچه این پرنده گسترده و فراوان است، جمعیت آن در برخی مناطق کاهش یافته است.
وضعیت حفاظتی این حیوان در فهرست سرخ آی‌یوسی‌ان به‌عنوان «کمترین نگرانی» ثبت شده است.

## رده‌بندی و نام‌گذاری
گنجشک خانگی یکی از نخستین جانورانی بود که در سیستم مدرن رده‌بندی زیست‌شناسی، نام علمی به آن داده شد، زیرا توسط کارل لینه در ویرایش دهم سامانه طبیعت در سال ۱۷۵۸ میلادی توصیف شد.

### زیرگونه‌ها

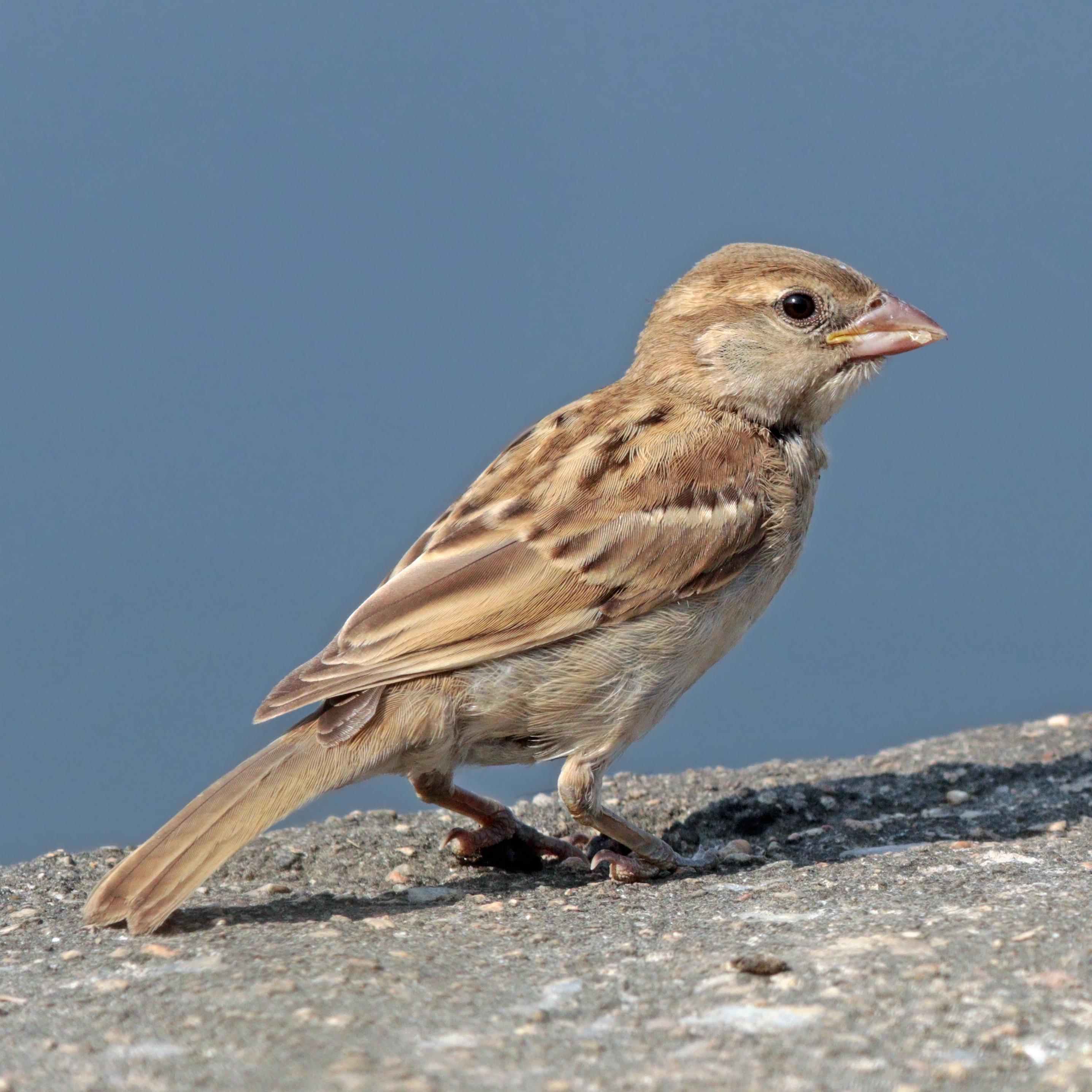
یک زیرگونه هندی نابالغ (P. d. indicus) در راجستان، هند

گنجشک‌های خانگی به ۱۲ زیرگونه تقسیم می‌شوند و تغییراتی در این زیرگونه‌ها دیده می‌شود که به دو گروه تقسیم می‌شوند: گروه گنجشک خانگی شرقی و گنجشک خانگی. پرندگان گروه اول دارای گونه‌های خاکستری هستند، در حالی‌که گروه گنجشک خانگی دارای گونه‌های سفید و همچنین رنگ‌های روشن روی تاج، منقار کوچک‌تر و پیشانی سیاه بلندتر هستند. زیرگونه گنجشک خانگی تینجی تانوس تفاوت کمی با زیرگونه‌های نامگذاری شده دارد، به جز در پرهای پوشیده زاد و ولد نر، که در آن سر، سیاه خالدار است و قسمت‌های زیر آن کم‌رنگ‌تر است. گنجشک خانگی ایبری بالئاریک کمی کم رنگ تر از نامزد، اما تیره‌تر از گنجشک خانگی بیلبیکیوس است گنجشک خانگی از بسیاری از زیرگونه‌ها کم‌رنگ‌تر است، اما انواعی خاکستری نیز دارد.

## ویژگی‌ها

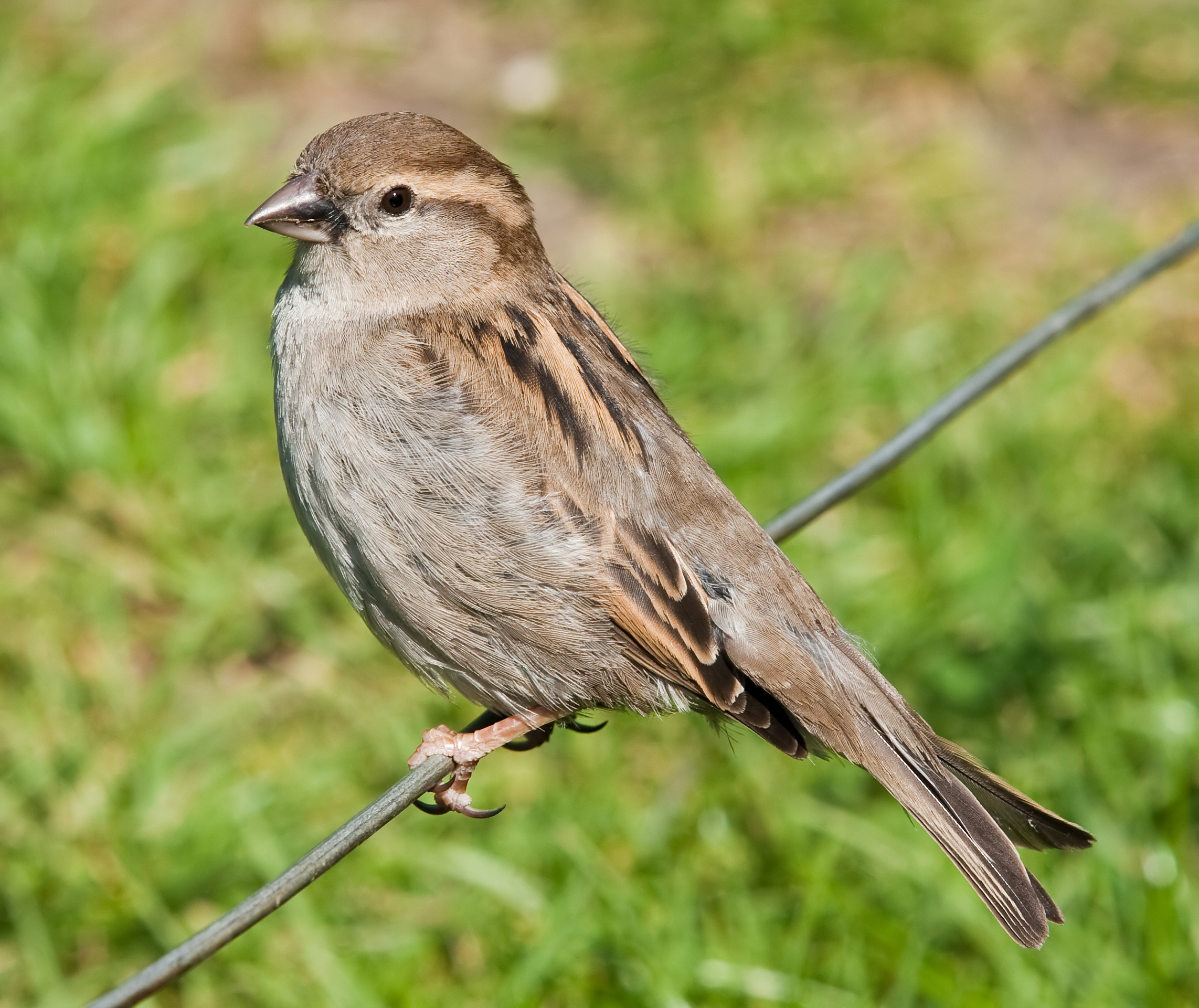
گنجشک ماده، (انگلستان)

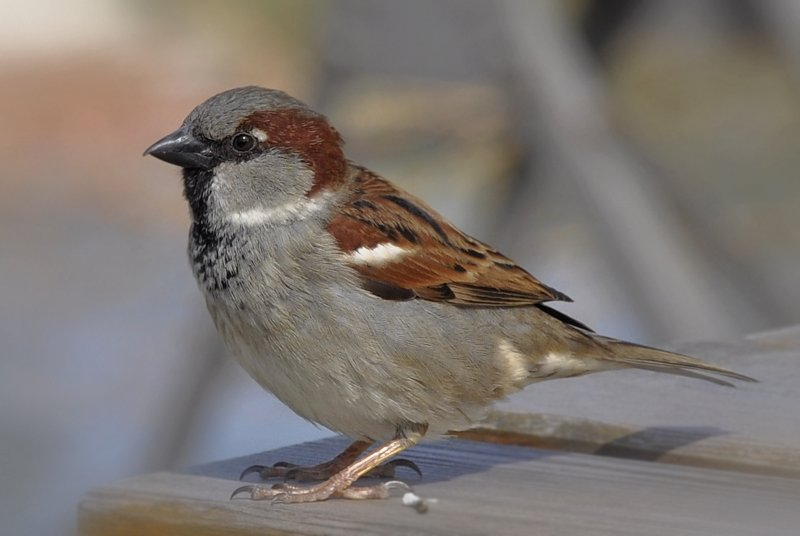
گنجشک نر

طول این پرنده ۱۴ تا ۱۵ سانتی‌متر است. دودیسی جنسی در شکل ظاهری آن آشکار است و گنجشک‌های نر با سر سیاه‌رنگ از ماده‌ها متمایز می‌شوند. گنجشک نر، پشتِ خاکستریِ پُررنگ، پس گردن بلوطی، گلوی سیاه، گونه‌ها و سطح شکمی سفید مایل به خاکستری دارد. پرندهٔ ماده و نابالغ بدون سیاهی گلو، در سطح پشتی قهوه‌ای تیره و در سطح شکمی سفید چرک است. در پرواز خط بالی کوتاه و نسبتاً واضح و دمگاه خاکستری دارد.

### اندازه‌ها
طول گنجشک خانگی معمولاً ۱۶ سانتی‌متر است که از ۱۴ تا ۱۸ سانتی‌متر (۵٫۵ تا ۷٫۱ اینچ) متغیر است. گنجشک خانگی پرنده‌ای با سر بزرگ و گرد است. نوک آن تنومند و مخروطی با طول ۱٫۱ تا ۱٫۵ سانتی‌متر (۰٫۴۳–۰٫۵۹ اینچ) است که برای خوردن دانه‌ها سازگار شده‌است. دم آن به طول ۵٫۲–۶٫۵ سانتی‌متر (۲٫۰–۲٫۶ اینچ) است. بال ۶٫۷–۸٫۹ سانتی‌متر (۲٫۶–۳٫۵ اینچ) و استخوان‌های مچ پا گنجشک ۱٫۶–۲٫۵ سانتی‌متر (۰٫۶۳–۰٫۹۸ اینچ) است. طول بال‌ها بین ۱۹ تا ۲۵ سانتی‌متر (۷٫۵ تا ۹٫۸ اینچ) است.
وزن گنجشک خانگی از ۲۴ تا ۳۹٫۵ گرم (۰٫۸۵ تا ۱٫۳۹ اونس) متغیر است. ماده‌ها معمولاً کمی کوچک‌تر از نرها هستند. جرم متوسط در قاره اروپا برای هر دو گروه، حدود ۳۰ گرم (۱٫۱ اونس) و در زیرگونه‌های جنوبی‌تر حدود ۲۶ گرم (۰٫۹۲ اونس) است. پرندگان جوان کوچک‌تر هستند. نرها در زمستان بزرگ‌تر و ماده‌ها در فصل تولیدمثل بزرگ‌تر هستند. پرندگان در عرض‌های جغرافیایی بالاتر، آب و هوای سردتر، و گاهی در ارتفاعات بالاتر (تحت قانون برگمان)، هم بین و هم در داخل زیرگونه‌ها بزرگ‌تر هستند.

### پر و بال
پر‌های گنجشک خانگی عمدتاً از سایه‌های مختلف خاکستری و قهوه‌ای است. تفاوت دو جنس نر و ماده بسیار آشکار است: جنس ماده عمدتاً در بالا و پایین به صورت نخودی است، در حالی که نر دارای نشانه‌های رنگی گنجشک‌های نر مانند: پشت مایل به قرمز، و زیر قسمت‌های خاکستری است. گنجشک نر تاجی به رنگ خاکستری تیره از بالای نوک تا پشت و رنگ قهوه ای شاه بلوطی کنار تاج آن در دو طرف سرش قرار دارد. همچین دور نوک، روی گلو، و روی ناحیهٔ چشم تا نوک سیاه‌رنگ است. دارای یک نوار سفید کوچک بین آن‌هاها و تاج و لکه‌های سفید کوچک در پشت چشم‌ها (فلس‌های چشمی) با لکه‌های سیاه در زیر و بالای آن‌هاست. زیرتنه، گونه‌ها، پوشش گوش‌ها و خطوطی که در پایه سر هستند خاکستری یا سفید کم‌رنگ هستند. قسمت بالایی پشت و پوشش آن به رنگ قهوه‌ای گرم است. روی بدنش رگه‌های مشکی گسترده‌است، در حالی که زیرتنه، پشت، دمگاه و بخش بالایی دم به رنگ قهوه‌ای مایل به خاکستری است.
پرهای تازه نازادآور در گنجشک‌های نر کدرتر و همچنین دارای نوک سفید رنگ بر روی بسیاری از پرها است. همچنین نوع پوشش و آراستگی آنها باعث می‌شود که خطوط قهوه‌ای و سیاه روشنی از جمله بیشتر خطوط سیاه سینه و گلو به نام‌های پیش‌بند در معرض دید باشد. این خطوط از نظر عرض و اندازه کلی متغیر است و ممکن است نشان‌دهنده موقعیت اجتماعی یا سازگاری با ان منطقه باشد. این فرضیه منجر به یک «هنر ساخت کلبه» واقعی از مطالعات شده‌است که تنها به‌طور قطعی نشان داده‌اند که اندازه وصله‌ها با افزایش سن افزایش می‌یابد. نوک گنجشک نر در فصل تولیدمثل سیاه و در بقیه فصل‌های سال خاکستری تیره است.
گنجشک خانگی ماده هیچ علامت سیاه یا تاج خاکستری ندارد. قسمت بالایی و سر آن قهوه‌ای با رگه‌های تیره‌تر در اطراف گوشته و یک ابرو کم رنگ مشخص است. زیرتنه آن به رنگ خاکستری مایل به قهوه‌ای کم رنگ است. صورت ماده به رنگ خاکستری مایل به قهوه‌ای است و در پرهای پرورش‌یافته تیره‌تر می‌شود که به رنگ سیاه منقار نر نزدیک می‌شود.
اما در پایین قهوه‌ای تیره‌تر و در بالا کم‌رنگ‌تر، با ابروهای کم‌رنگ‌تر و کمتر مشخص‌تر هست. گنجشک‌های خانگی جوان دارای لبه‌های پرهای گاومیش پهن‌تر هستند و مانند گنجشک‌های بزرگسال در حال پوست‌اندازی، معمولاً دارای پرهای شل‌تر و نازک‌تر هستند. گنجشک‌های نر جوان مانند گنجشک‌های نر بالغ گلو تیره‌تر و چشم‌های پس چشمی سفیدتر دارند، در حالی که گنجشک‌های خانگی ماده جوان گلو سفیدتری دارند. با این حال، جوجه گنجشک‌ها را نمی‌توان به‌طور قابل‌اطمینانی تعیین جنسیت کرد: برخی از گنجشک‌های خانگی نر جوان فاقد هر گونه علامتی از نر بالغ هستند، و برخی از گنجشک‌های خانگی ماده جوان دارای ویژگی‌های گنجشک‌های نر خانگی بالغ هستند. نوک گنجشک‌های خانگی جوان به رنگ زرد روشن تا حصیری رنگ پریده تر از نوک پرندگان ماده است. نرهای نابالغ نسخه‌های رنگ پریده‌تری از نشانه‌های نر بالغ دارند که می‌تواند در پرهای تازه بسیار نامشخص باشد. در اولین فصل تولید مثل، پرندگان جوان معمولاً از سایر بالغان قابل تشخیص نیستند، اگرچه ممکن است در طول سال اول زندگی خود کم رنگ تر باشند.

### صدا
در بیشتر آوازهای گنجشک خانگی، تغییراتی در صدای غوغای کوتاه و بی وقفه آن است. این یادداشت که به‌عنوان تماس با پرندگان دسته‌جمعی یا در حال استراحت، یا توسط نرها برای اعلام مالکیت لانه و دعوت به جفت‌سازی گرفته می‌شود. در فصل تولید مثل، نر به‌طور مکرر، با تأکید و سرعت، اما نه ریتم زیاد، این صدا را می‌دهد و چیزی را تشکیل می‌دهد که یا به عنوان یک آهنگ یا یک «ندای خلسه» شبیه به یک آهنگ توصیف می‌شود. گنجشک‌های خانگی جوان نیز آوازی واقعی دارند.
نرهای پرخاشگر یک نسخه تریلی مانند از خود تولید می‌کنند که به صورت《چور_چور_ر_ر_یت_یت_یت_یت》نوشته می‌شود. این صدا همچنین توسط ماده‌ها در فصل تولید مثل برای ایجاد تسلط بر نرها و در عین حال جابجایی آنها برای تغذیه تخم‌های جوان یا جوجه کشی استفاده می‌شود. مانند صدای کری شیطون در پریشانی شدید. آواز دیگر آنها «ندای مماشات» است، یک صفه نرم که برای جلوگیری از پرخاشگری داده می‌شود، که معمولاً بین پرندگان جفت جفت داده می‌شود. اگر چه این صداها منحصر به گنجشک خانگی نیست، اما با تغییرات کوچک، توسط همه گنجشک‌ها به اشتراک گذاشته می‌شود.

## تهدیدات عصر مدرن
علیرغم سازگاری خارق‌العادهٔ گنجشک‌ها، جمعیت جهانی آن‌ها با چالش‌های جدی روبه‌رو است:
آلودگی صوتی: باعث اختلال در ارتباطات صوتی به ویژه در فصل جفت‌گیری می‌شود.

معماری مدرن: کاهش فضاهای مناسب برای لانه‌سازی مانند سقف‌های شیروانی و دیوارهای سنتی.

آفت‌کش‌ها: نه‌تنها حشرات (منبع غذایی اصلی) را از بین می‌برند، بلکه مستقیماً بر سلامت گنجشک‌ها تأثیر می‌گذارند.

شیشه‌های شفاف:سالانه میلیون‌ها گنجشک بر اثر برخورد با پنجره‌های شیشه‌ای می‌میرند.  

منبع: "The State of India's Birds 2020". Annual Report, Bombay Natural History Society.

### شناسایی
ممکن است گنجشک خانگی را با تعدادی دیگر از پرندگان دانه‌خوار، به ویژه خویشاوندان آن اشتباه گرفت. بسیاری از این خویشاوندان کوچک‌تر هستند و ظاهری آراسته‌تر یا زیباتر دارند، مانند گنجشک رودخانه‌ای. گنجشک‌های اسپانیایی و ایتالیایی. گنجشک درختی اوراسیایی کوچک‌تر و باریک‌تر با تاجی شاه‌بلوطی و لکه سیاه روی هر دو گونه‌اش است. گنجشک نر اسپانیایی و گنجشک ایتالیایی با تاج شاه‌بلوطی خود متمایز می‌شوند. گنجشک بلوچی بسیار شبیه اما کوچک‌تر است، با سیاهی کمتری در گلوی نر و یک ابروی رنگ‌پریدهٔ مشخص در ماده است.

## رفتار

### رفتار اجتماعی
گنجشک‌های خانگی پرندگان بسیار اجتماعی هستند و در تمام فصول سال معمولاً به‌صورت گروهی به جستجو و خوردن غذا مشغول می‌شوند. همچنین این پرندگان معمولاً به‌صورت گروهی و در نزدیکی یکدیگر لانه‌سازی می‌کنند و درگیر فعالیت‌های اجتماعی مانند بازی در گردوخاک یا حمام آب و آواز می‌شوند. گنجشک‌های خانگی به‌صورت گله‌ای بر روی شاخه‌های درختان می‌نشینند و برای تغذیه به پایین می‌آیند. گنجشک خانگی ماده باوجود جثه کوچکش بر گنجشک نر برتری دارد.

### سلسله مراتب اجتماعی

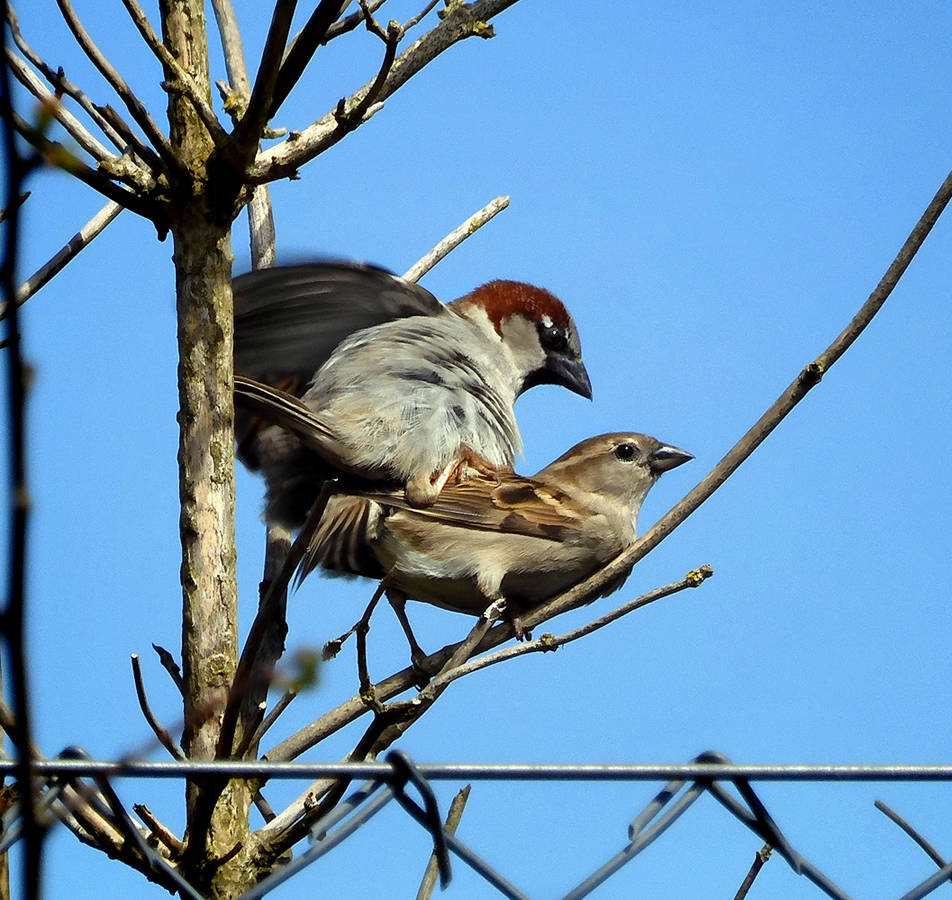
جفت‌گیری گنجشک‌های خانگی

مطالعات رفتارشناسی نشان میدهد گنجشک‌های خانگی دارای ساختار اجتماعی بسیار سازمانیافته‌ای هستند. در این سیستم:
نرهای بالغ غالب (آلفا) بهترین قلمروها شامل مکان‌های امن لانه‌سازی و منابع غذایی غنی را در اختیار میگیرند. 

نرهای زیردست (بتا) به حاشیه مناطق خوب رانده میشوند. 

این سلسله مراتب از طریق نمایشهای تهاجمی مانند باز کردن بال‌ها، جیک‌های بلند و نبردهای فیزیکی حفظ میشود. 

جالب اینکه ماده‌ها ترجیح میدهند با نرهای دارای قلمروهای بهتر جفتگیری کنند که این امر باعث تقویت این سیستم اجتماعی میشود. 

منبع: Anderson, T. R. (2006). "Biology of the Ubiquitous House Sparrow". Oxford University Press.

### همزیستی ده‌هزارساله با انسان
شواهد باستان‌شناسی و ژنتیکی نشان می‌دهد:
اولین نشانه‌های همزیستی به حدود ۸۰۰۰ سال قبل از میلاد در خاورمیانه برمی‌گردد. 

گسترش کشاورزی و ذخیره‌سازی غلات، محیط ایده‌آلی برای گنجشک‌ها فراهم کرد.

در روم باستان، گنجشک‌ها به قدری فراوان بودند که قانون خاصی برای کنترل جمعیت آن‌ها وضع شده بود.

در قرون وسطی، برخی کشورها گنجشک‌ها را به عنوان آفات کشاورزی معرفی می‌کردند و برای کشتن آن‌ها جایزه تعیین کرده بودند.

منبع: Summers-Smith, D. (2005). "On Sparrows and Man: A Love-Hate Relationship". British Birds Journal

## نگارخانه

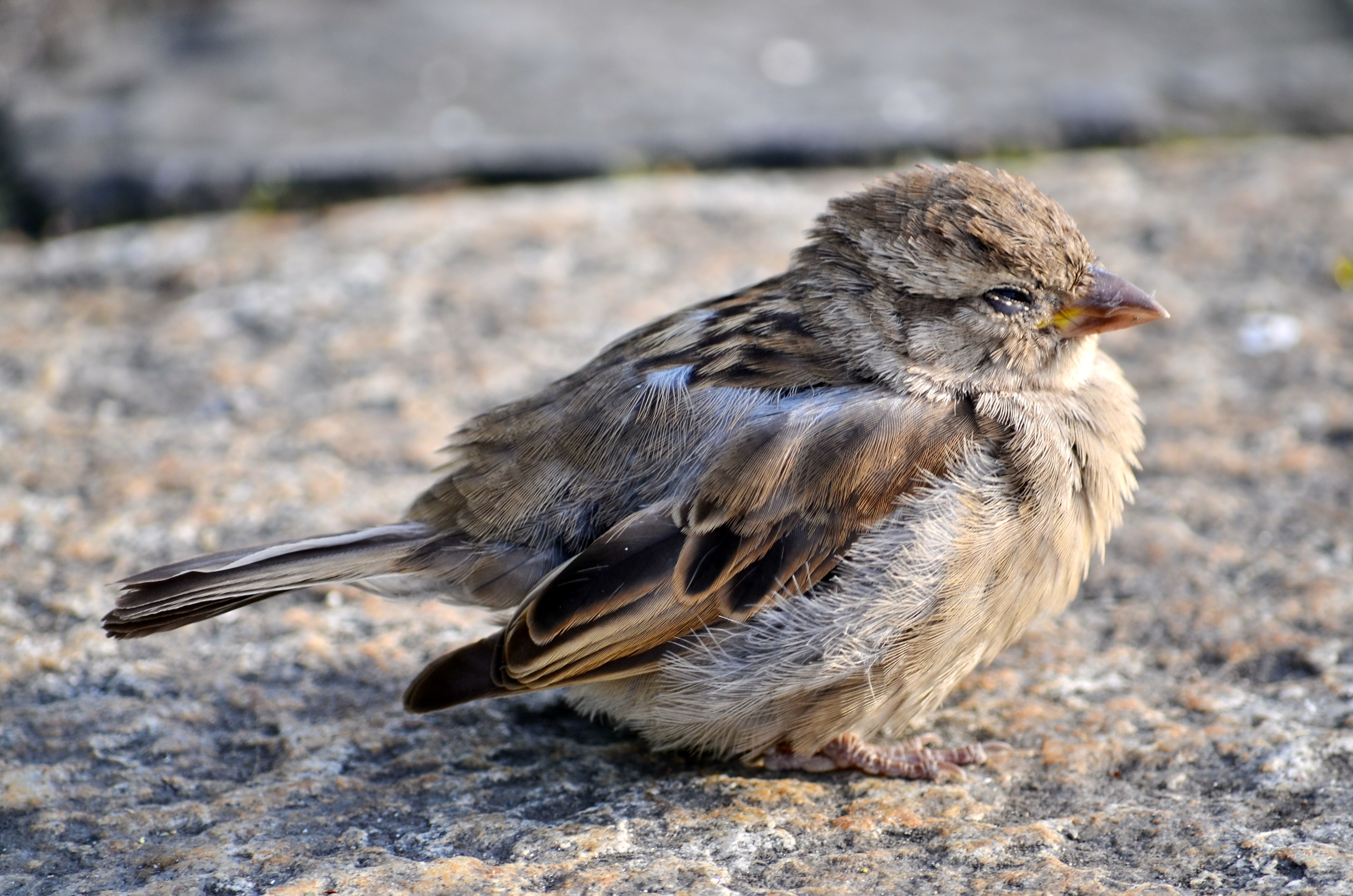
یک گنجشک خانگی که خوابیده‌است.
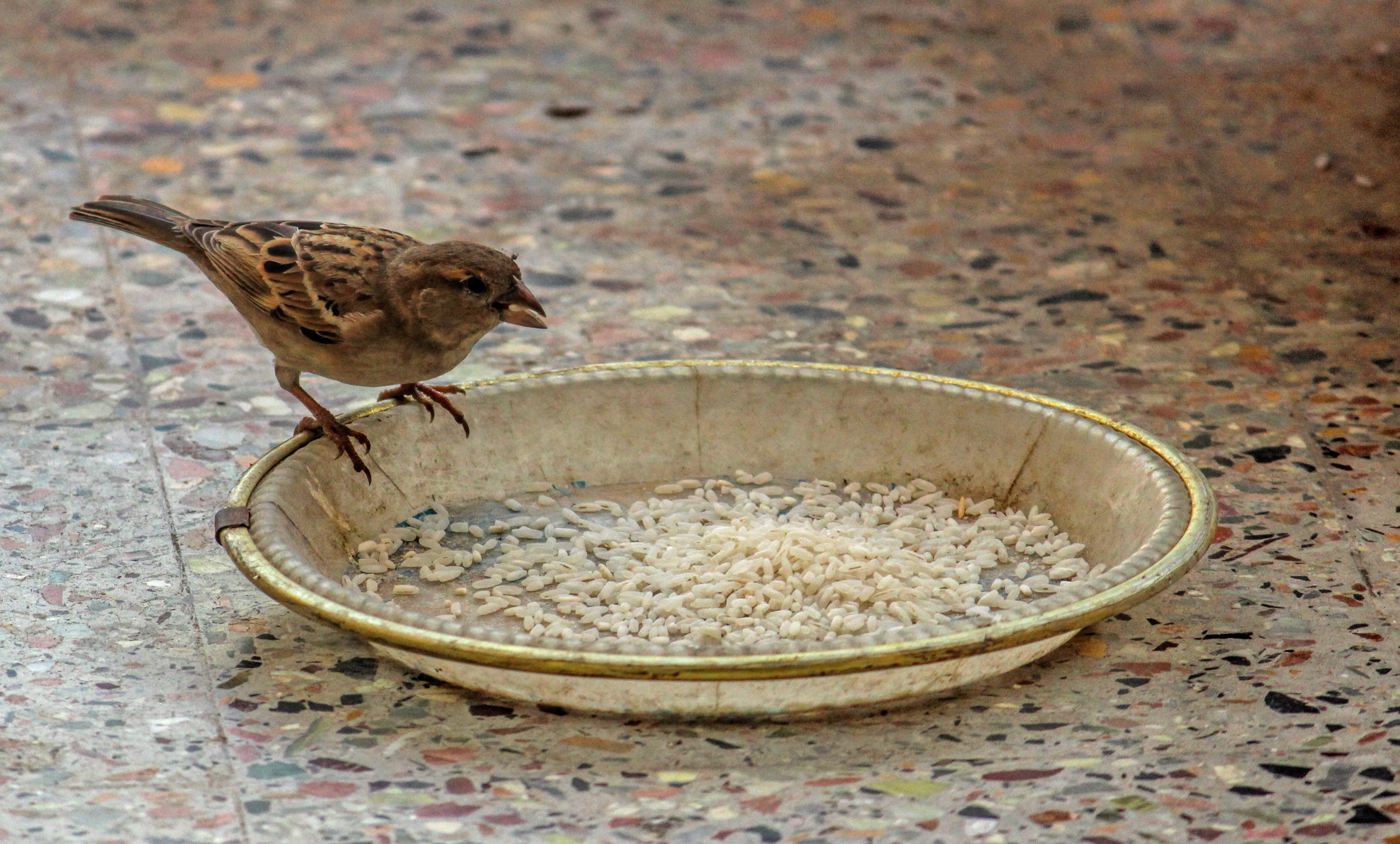
یک گنجشک خانگی ماده که از برنج تغذیه می‌کند.
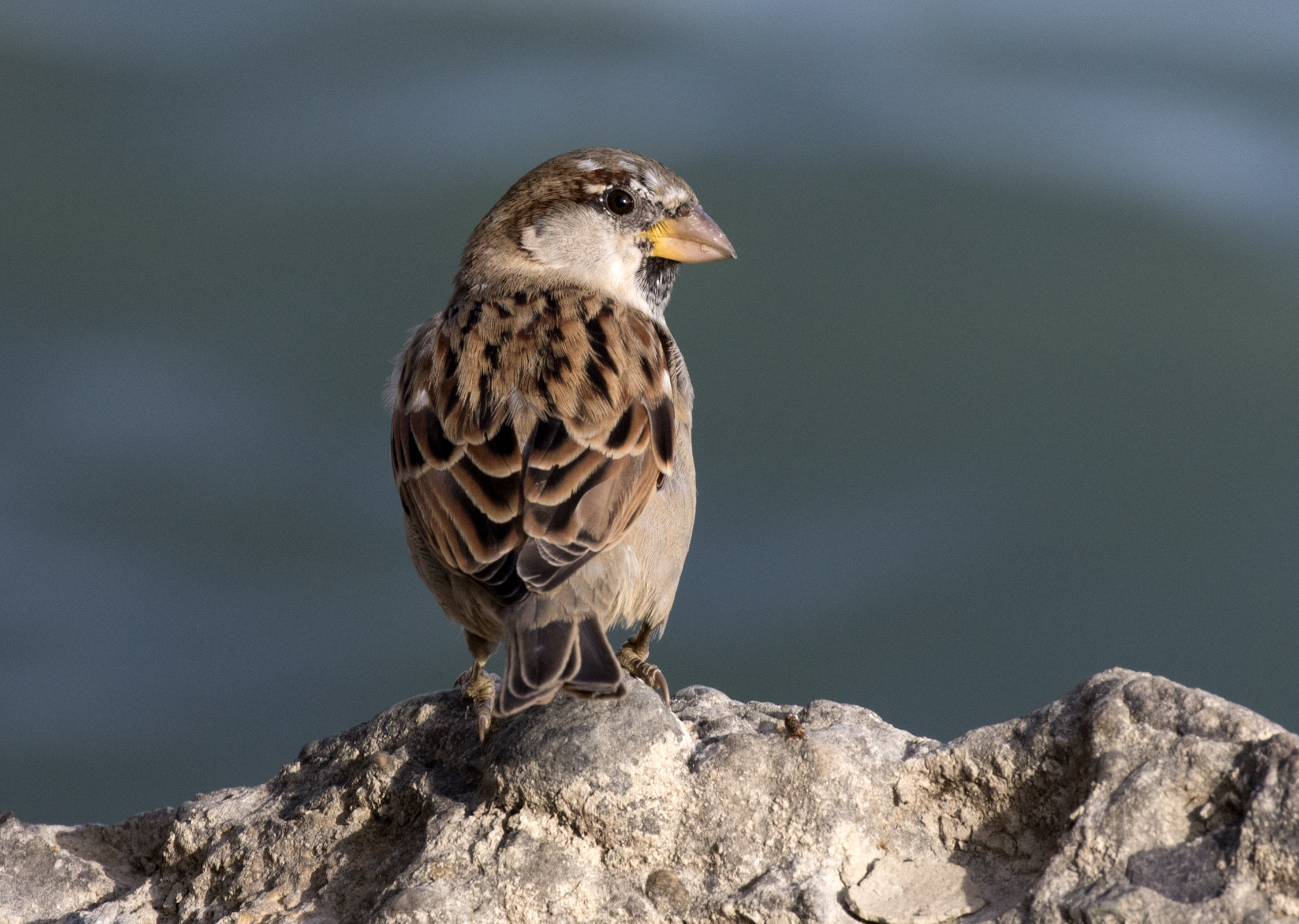
یک گنجشک خانگی
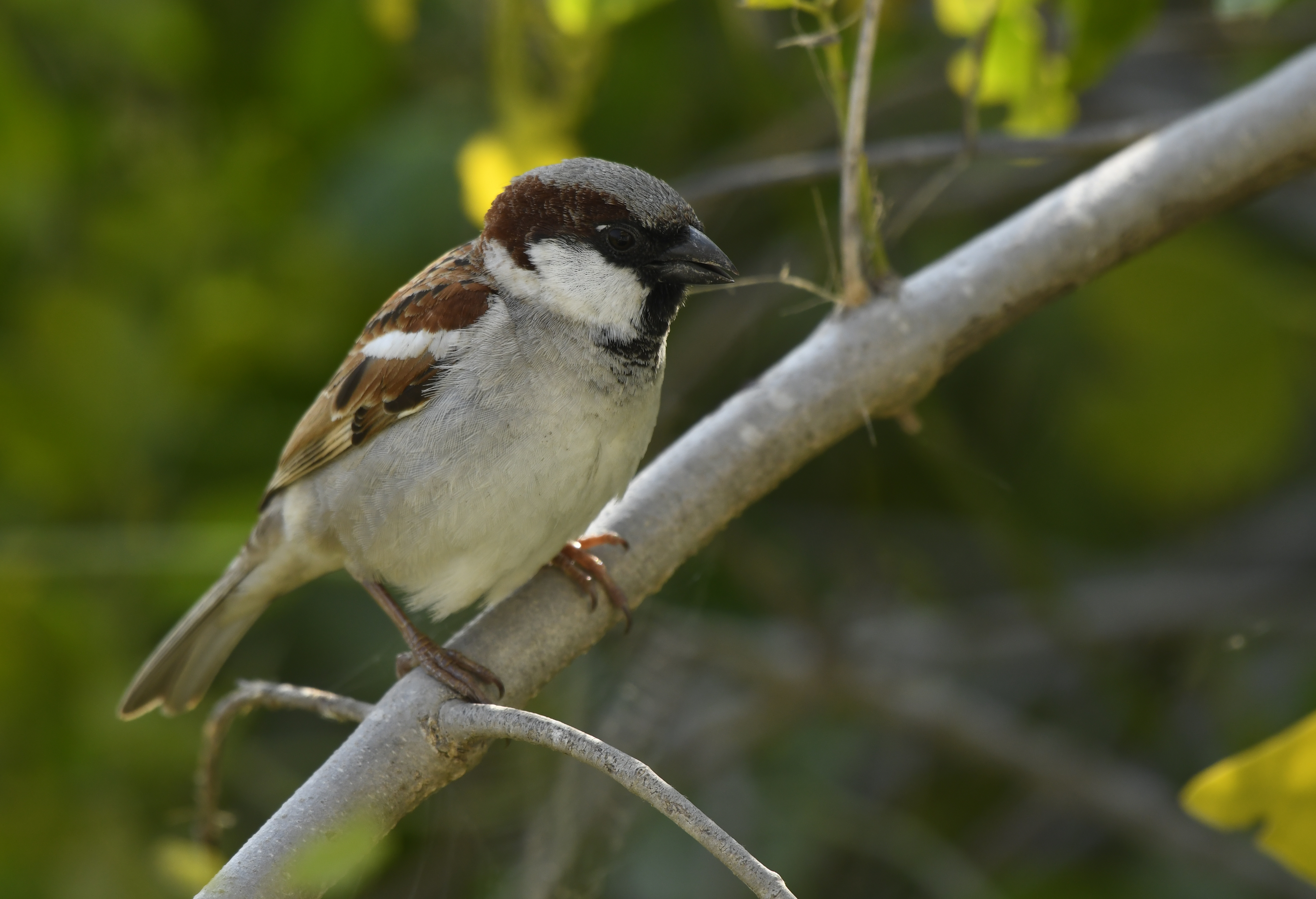
یک گنجشک خانگی که روی شاخه درخت نشسته‌است
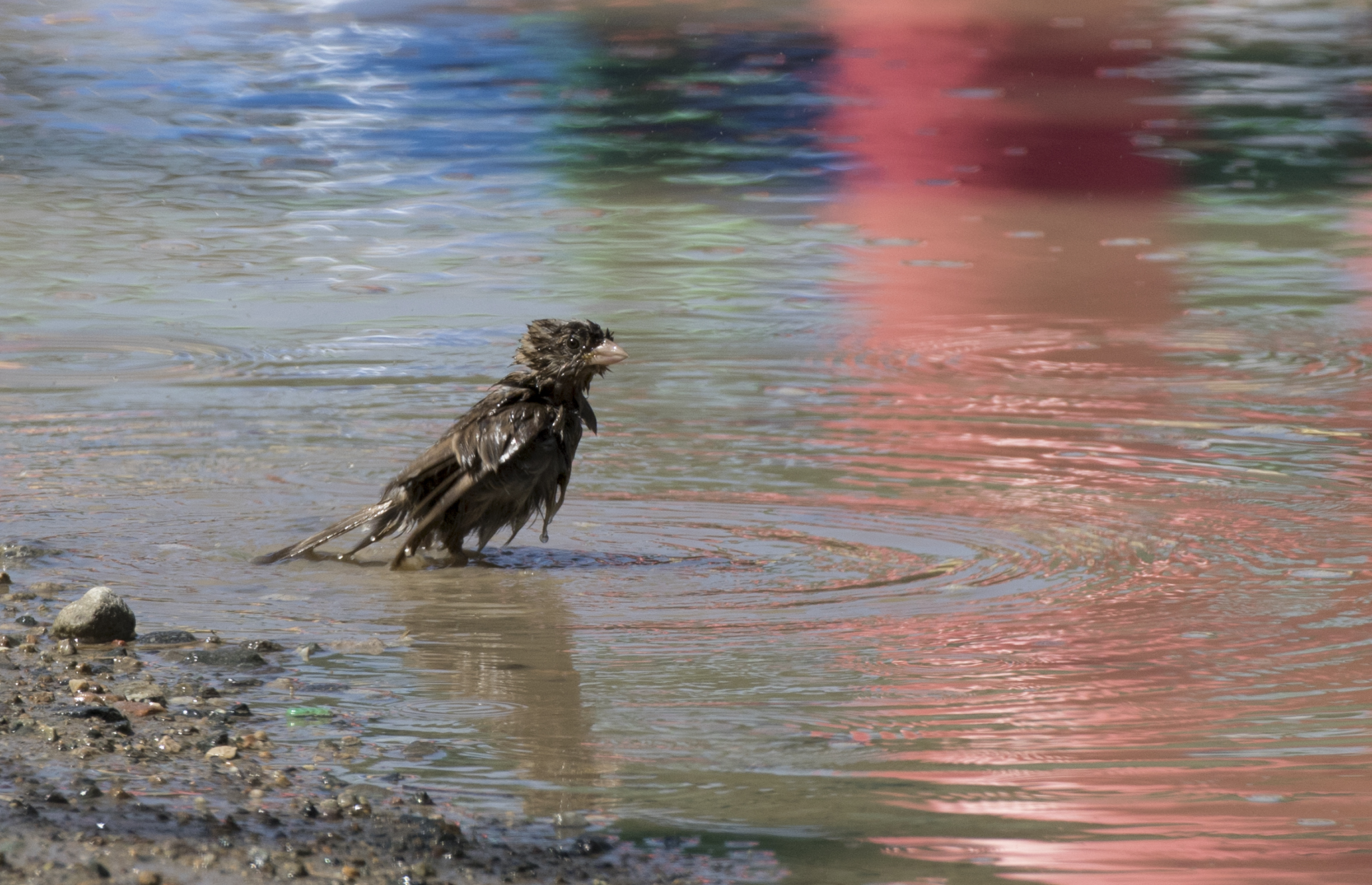
گنجشک خانگی که حمام می‌کند